# 700 років першої писемної згадки про м. Лохвицю (монета)
«700 ро́ків пе́ршої писе́мної зга́дки про м. Ло́хвицю» — пам'ятна монета номіналом 5 гривень, випущена Національним банком України, присвячена стародавньому місту з багатою історією, розташованому в Полтавській області на річці Лохвиці, яке вперше згадується в історичних джерелах під 1320 роком як давньоруське селище у Переяславській землі. У середині XVII ст. місто одержало магдебурзьке право і герб. Під час національно-визвольної боротьби українського народу лохвицька козацька сотня у складі війська Б. Хмельницького брала участь у багатьох битвах.
Монету введено в обіг 27 серпня 2020 року. Вона належить до серії «Стародавні міста України».

## Опис монети та характеристики
| Номінал грн. | Метал      | Маса, г | Діаметр, мм | Якість виготовлення       | Гурт     | Тираж, штук |
| ------------ | ---------- | ------- | ----------- | ------------------------- | -------- | ----------- |
| 5            | нейзильбер | 16,54   | 35,0        | спеціальний анциркулейтед | рифлений | 35 000      |

### Аверс
На аверсі монети розміщено: угорі малий Державний Герб України, під яким — рік карбування монети «2020»; у квадраті на дзеркальному тлі зображено герб міста, який відображається у воді, та вертикальні написи «УКРАЇНА» (ліворуч від герба), номінал — «5 ГРИВЕНЬ» (праворуч від герба), навколо квадрата декоративний орнамент; логотип Банкнотно-монетного двору Національного банку України (під написом «УКРАЇНА»).

### Реверс
На реверсі монети на дзеркальному тлі зображено композицію, що складається з пам'яток архітектури міста Лохвиця; вгорі праворуч — стилізований дуб та рослини, що символізують мальовничу природу; написи: «ЛОХВИЦЯ» (під рослинами), «700 РОКІВ» (праворуч від будівлі дзвіниці), «ПЕРША ПИСЕМНА ЗГАДКА» (унизу півколом).

## Автори

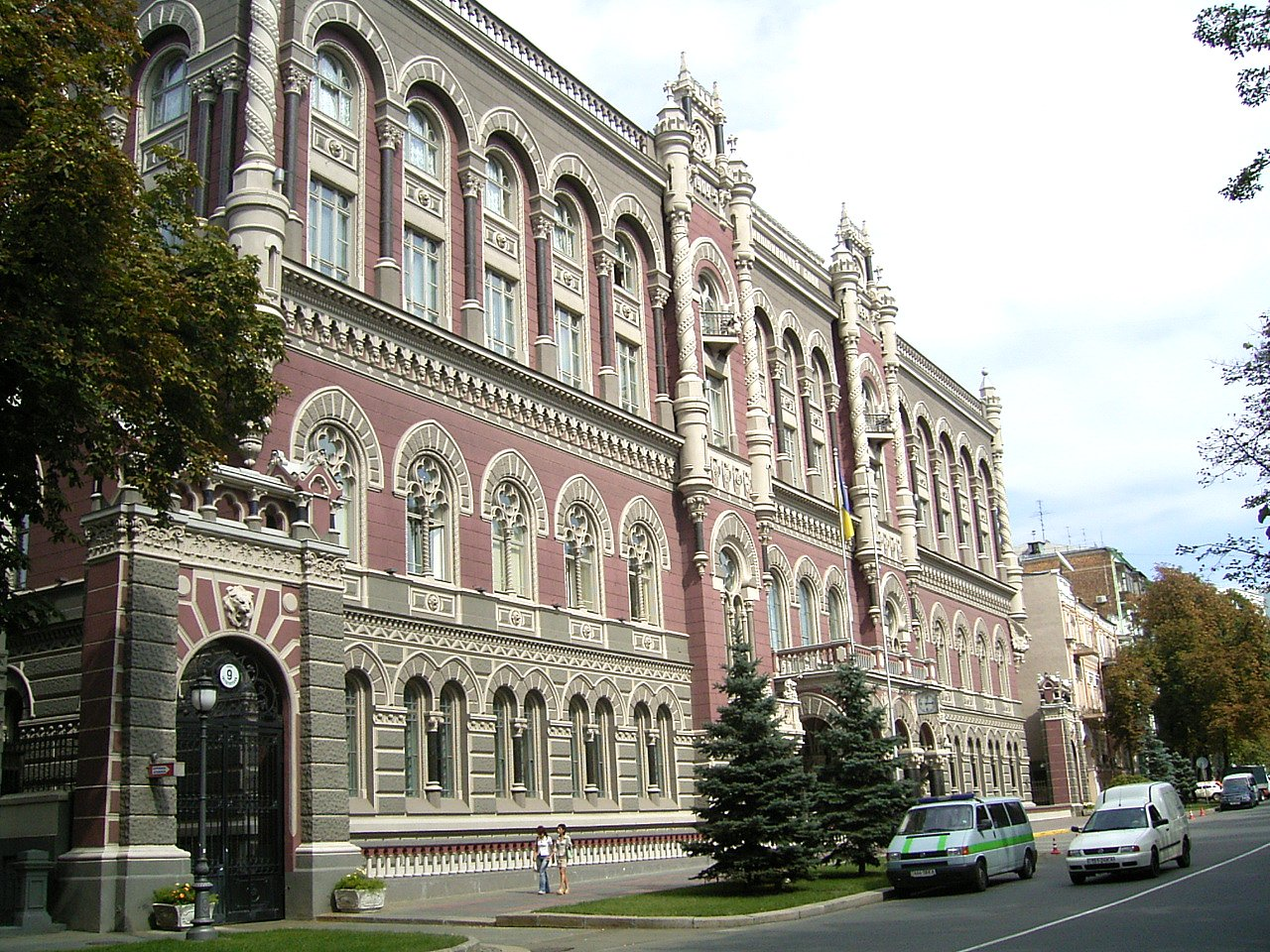
Будівля Національного банку України

- Художник — Куц Марина.
- Скульптор — Іваненко Святослав.

## Вартість монети
Під час введення монети в обіг 2020 року, Національний банк України реалізовував монету за ціною 40 гривень.
Фактична приблизна вартість монети, з роками змінювалася так:
| Рік        | 2021 | 2022 | 2023 | 2024 | 2025 |
| ---------- | ---- | ---- | ---- | ---- | ---- |
| Ціна, грн. | 53   | 60   | 90   | 165  | 170  |